# Comuna Ängelholm
Ängelholm (Ängelholms kommun) este o comună din comitatul Skåne län, Suedia, cu o populație de 39.866 locuitori (2013).

## Geografie

### Zone urbane
Lista celor mai mari zone urbane din comună (anul 2015) conform Biroului Central de Statistică al Suediei:
| Nr | Zona urbană               | Pop.   |
| -- | ------------------------- | ------ |
| 1  | Ängelholm                 | 27.500 |
| 2  | Munka-Ljungby             | 3.148  |
| 3  | Strövelstorp              | 1.207  |
| 4  | Hjärnarp                  | 1.095  |
| 5  | Lerbäckshult și Tullstorp | 587    |
| 6  | Havsbaden                 | 521    |
| 7  | Margretetorp              | 255    |
| 8  | Svenstorp                 | 252    |
| 9  | Össjö                     | 223    |
| 10 | Toarp și Tåstarp          | 221    |

## Demografie
| \| Evoluția demografică în comuna Ängelholm, 1970–2015 \| Evoluția demografică în comuna Ängelholm, 1970–2015 \| Evoluția demografică în comuna Ängelholm, 1970–2015 \| Evoluția demografică în comuna Ängelholm, 1970–2015 \| Evoluția demografică în comuna Ängelholm, 1970–2015 \| \| ----------------------------------------------------------------------------------------------------- \| --------------------------------------------------- \| --------------------------------------------------- \| --------------------------------------------------- \| --------------------------------------------------- \| \| An \| \| \| Locuitori \| \| \| 1970 \| 1970 \| \| 26009 \| 26009 \| \| 1975 \| 1975 \| \| 28173 \| 28173 \| \| 1980 \| 1980 \| \| 29813 \| 29813 \| \| 1985 \| 1985 \| \| 31477 \| 31477 \| \| 1990 \| 1990 \| \| 34149 \| 34149 \| \| 1995 \| 1995 \| \| 36491 \| 36491 \| \| 2000 \| 2000 \| \| 37312 \| 37312 \| \| 2005 \| 2005 \| \| 38347 \| 38347 \| \| 2010 \| 2010 \| \| 39394 \| 39394 \| \| 2015 \| 2015 \| \| 40732 \| 40732 \| \| Sursa: SCB - Statistika Centralbyrån, Folkmängd efter region, civilstånd, ålder och kön. År 1968–2016 \| \| \| \| \| |      |  |           |       |
| Evoluția demografică în comuna Ängelholm, 1970–2015 |      |  |           |       |
| An |      |  | Locuitori |       |
| 1970 | 1970 |  | 26009     | 26009 |
| 1975 | 1975 |  | 28173     | 28173 |
| 1980 | 1980 |  | 29813     | 29813 |
| 1985 | 1985 |  | 31477     | 31477 |
| 1990 | 1990 |  | 34149     | 34149 |
| 1995 | 1995 |  | 36491     | 36491 |
| 2000 | 2000 |  | 37312     | 37312 |
| 2005 | 2005 |  | 38347     | 38347 |
| 2010 | 2010 |  | 39394     | 39394 |
| 2015 | 2015 |  | 40732     | 40732 |
| Sursa: SCB - Statistika Centralbyrån, Folkmängd efter region, civilstånd, ålder och kön. År 1968–2016 |      |  |           |       |